# Анфим (Сирианос)
Митрополи́т Анфи́м (греч. Μητροπολίτης Άνθιμος, в миру Соти́риос Сириано́с, греч. Σωτήριος Συριανός; 8 марта 1953, Астраки, Крит — 15 августа 2010, Ретимнон, Греция) — епископ Константинопольской православной церкви; с 1996 по 2010 годы — митрополит Ретимнийский и Авлопотамосский полуавтономной Критской православной церкви.

## Биография
Родился 8 марта 1953 года в местечке Астраки близ Ираклиона на Крите.
Получил диплом об окончании философского и богословского факультетов Афинского университета. Обучался в Женеве и Париже.
2 апреля 1977 года принял монашеский постриг в монастыре Агарафу и 2 ноября 1977 года рукоположен в сан иеродиакона, а 8 января 1978 года — в сан иеромонаха. В тот же день возведён в сан архимандрита.
С 1977 по 1983 годы занимал должность ефимериоса иероксеркса в Критской архиепископии.
С 1983 по 1996 годы директор издательства Ретимнийской епархии и настоятель монастыря Иоанна Предтечи Аталис-Бали (Ιερά Μονή Τιμίου Προδρόμου Ατάλης Μπαλή).
До 1992 года трудился в должности секретаря Священного Синода Критской православной церкви.
2 ноября 1996 года был хиротонисан в епископа и возведён в сан митрополита Ретимнийского и Авлопотамосского.
Скончался 15 августа 2010 года в Ретимноне.